# Панас Саксаганський (монета)
«Пана́с Саксага́нський» — ювілейна монета номіналом 2 гривні, випущена Національним банком України. Присвячена видатному українському актору, режисеру, драматургу, педагогу, одному з корифеїв українського побутового театру — Саксаганському (Тобілевичу) Панасу Карповичу. За своє творче життя Панас Карпович створив цілу галерею сценічних образів комедійного і драматичного репертуару, які стали класичними зразками акторської техніки й майстерності перевтілення: Копач («Сто тисяч» І. Карпенка-Карого), Голохвостий («За двома зайцями» М. Старицького), Карась («Запорожець за Дунаєм» С. Гулака-Артемовського), Возний, Виборний («Наталка Полтавка» І. Котляревського) та багато інших. Панас Саксаганський відомий не тільки як актор, а і як талановитий режисер, який започаткував систему попередньої роботи над роллю. Автор комедій «Лицеміри» (1908), «Шантрапа» (1913).
Монету введено в обіг 14 травня 2019 року. Вона належить до серії «Видатні особистості України».

## Опис та характеристики монети
| Номінал грн. | Метал      | Маса, грам | Діаметр, мм. | Якість виготовлення       | Гурт     | Тираж, штук |
| ------------ | ---------- | ---------- | ------------ | ------------------------- | -------- | ----------- |
| 2            | нейзильбер | 12,8       | 31           | спеціальний анциркулейтед | рифлений | 35 000      |

### Аверс
На аверсі монети розміщено: малий Державний Герб України (праворуч), під яким вертикальний напис «УКРАЇНА»; у центрі — стилізовану композицію: на дзеркальному тлі — улюблене крісло П. Саксаганського, на якому лежить капелюх, ліворуч від крісла — дзеркальний абрис актора, який тримає в руці маску, праворуч — театральна завіса; унизу написи: «2019/2 ГРИВНІ» та логотип Банкнотно-монетного двору Національного банку України.

### Реверс
На реверсі монети зображено стилізовану композицію, яка символізує вислів актора: «Кожна людина хоче здаватися не тим, чим вона є. Я знаю добре це, а через те портрета свого я малювати не стану… Переживати і гірке й солодке, бачити і світло й темряву життя і не офарбувати все власним настроєм — не всякому дано…» (Панас Саксаганський «По шляху життя»): дзеркальний абрис актора, який у руці тримає маску з обличчям, що символізує його талант перевтілення; ліворуч — театральна завіса; праворуч — роки його життя «1859/1940» та напис «ПАНАС САКСАГАНСЬКИЙ» (півколом).

## Автори

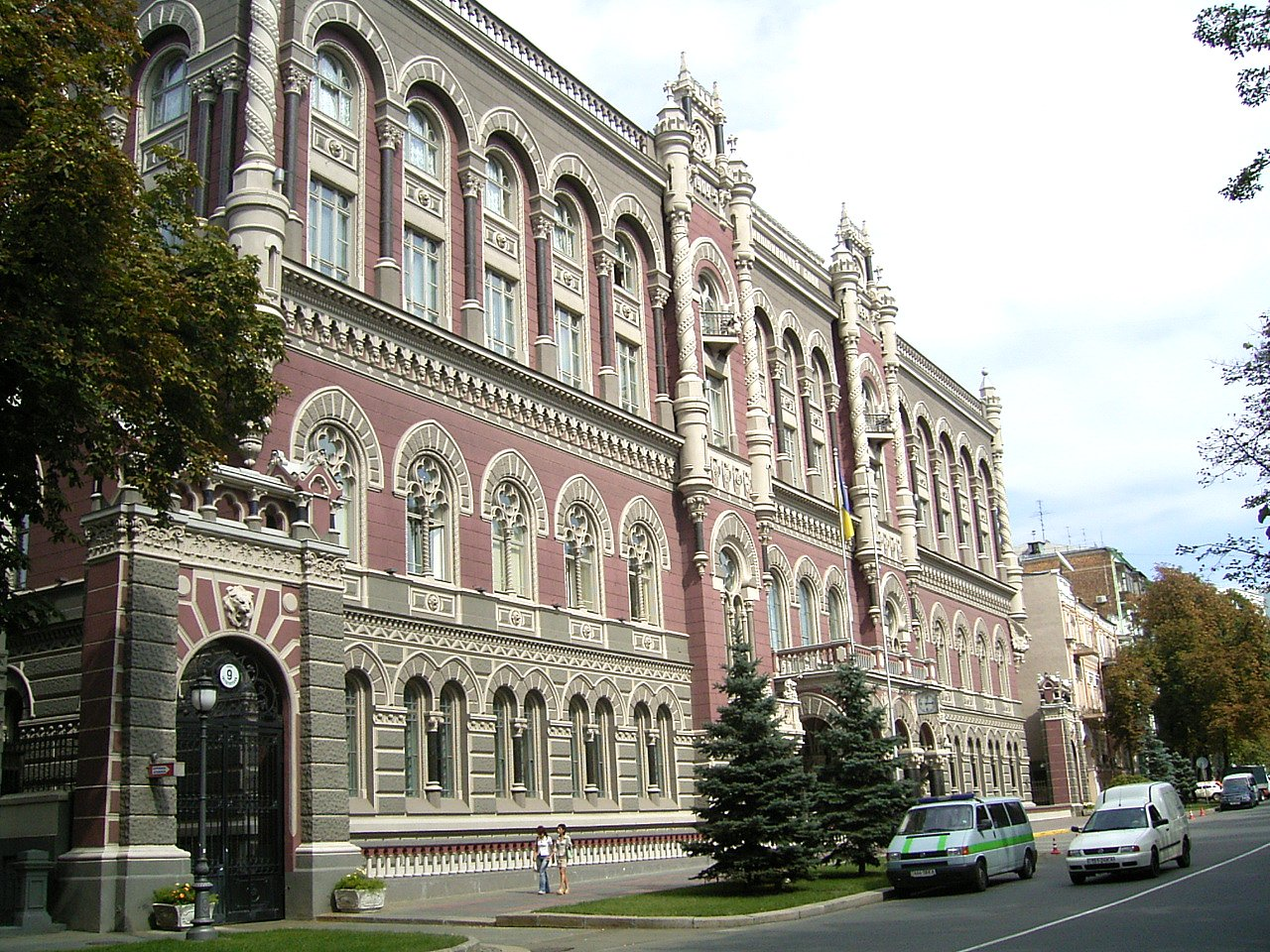
Будівля Національного банку України

- Художники: Таран Володимир, Харук Олександр, Харук Сергій.
- Скульптори: Дем'яненко Володимир, Атаманчук Володимир.

## Вартість монети
Під час введення монети в обіг 2019 року, Національний банк України реалізовував монету за ціною 41 гривня.
Фактична приблизна вартість монети, з роками змінювалася так:
| Рік        | 2020 | 2021 | 2022 | 2023 | 2024 | 2025 |
| ---------- | ---- | ---- | ---- | ---- | ---- | ---- |
| Ціна, грн. | 50   | 50   | 50   | 65   | 115  | 125  |